# کوسینوف (آدیغیه)
کوسینوف (به لاتین: Kosinov) یک منطقهٔ مسکونی در روسیه است که در آدیغیه واقع شده‌است.